# 마이클 빈
마이클 빈(Michael Biehn, 1956년 7월 31일 ~ )은 미국의 배우이다.

## 출연 작품
- 더 록
- 어비스
- 에일리언2
- 터미네이터
- 툼 스톤
- 네이비 실
- 애스터로이드